# Pestkreuze (Trittenheim)
Die Pestkreuze in der Gemarkung Trittenheim, sieben zwischen 1654 und 1657 errichtete Kleindenkmäler (Bildstöcke), erinnern laut Überlieferung den Dank von sieben Familien für das Überleben der Pest im Dreißigjährigen Krieg.
Sie sind von ähnlichem Aufbau (bestehend aus Schaft und Bildaufsatz), unterscheiden sich jedoch in Form und Inhalt entlang ihres unterschiedlichen Ursprungsdatums. Keiner der Bildstöcke weist in seiner Inschrift oder in einer besonderen bildhauerischen Gestaltung auf das Motiv der Pest hin.

## Die Pestkreuze im Einzelnen

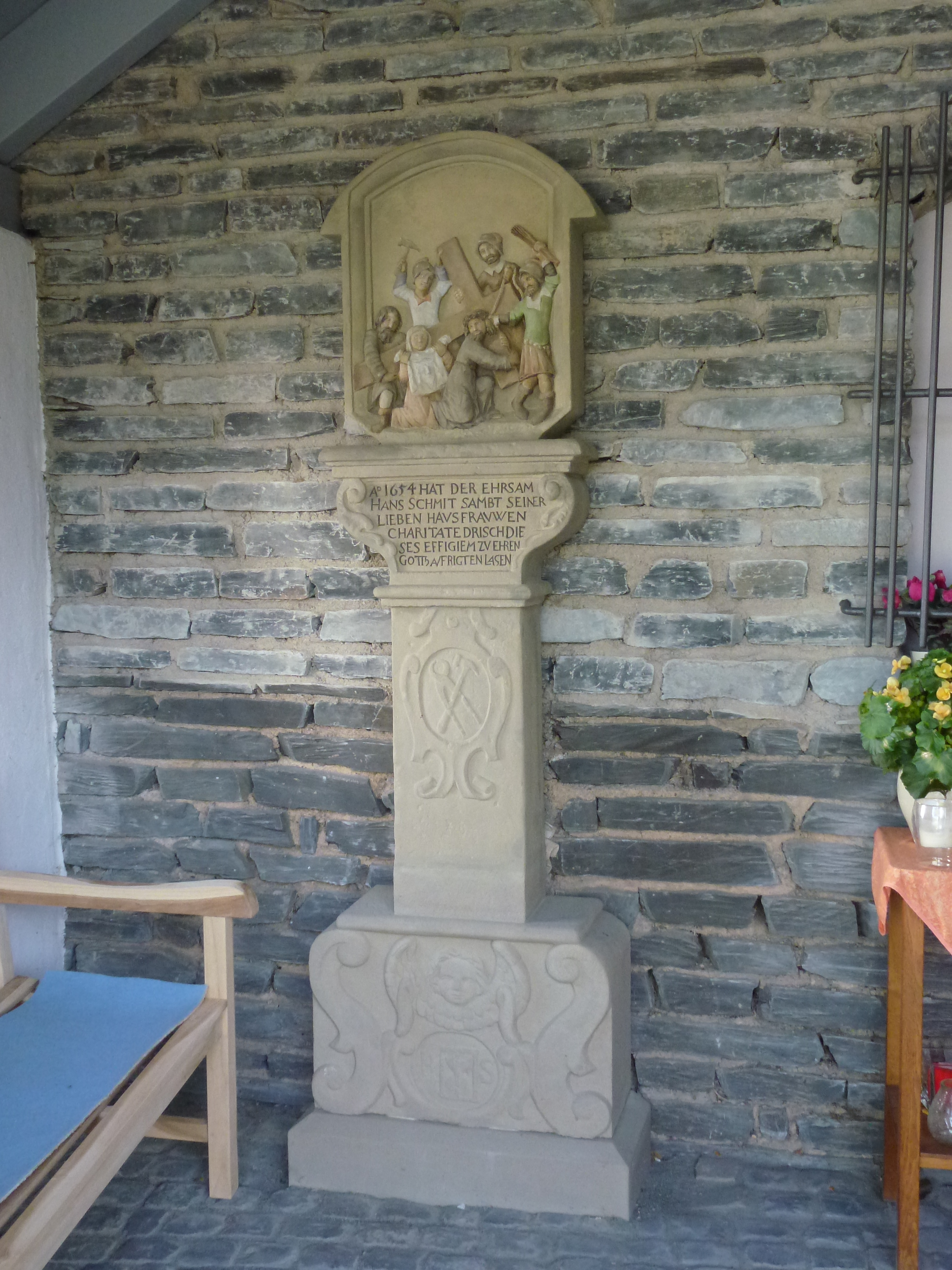
Bildstock „Simon von Cyrene hilft das Kreuz tragen“ (1654)
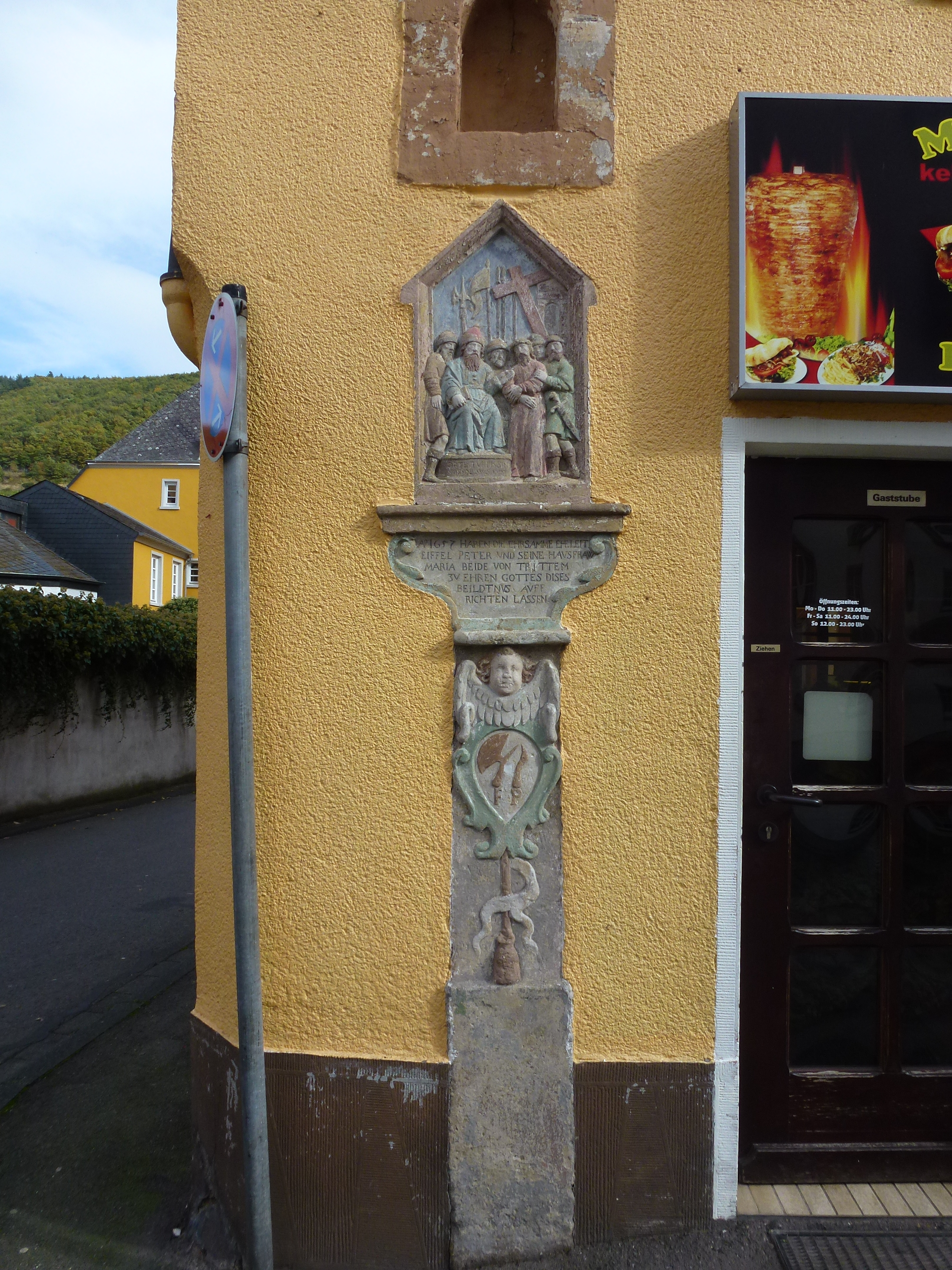
Bildstock „Christus vor Pilatus“ (1657)
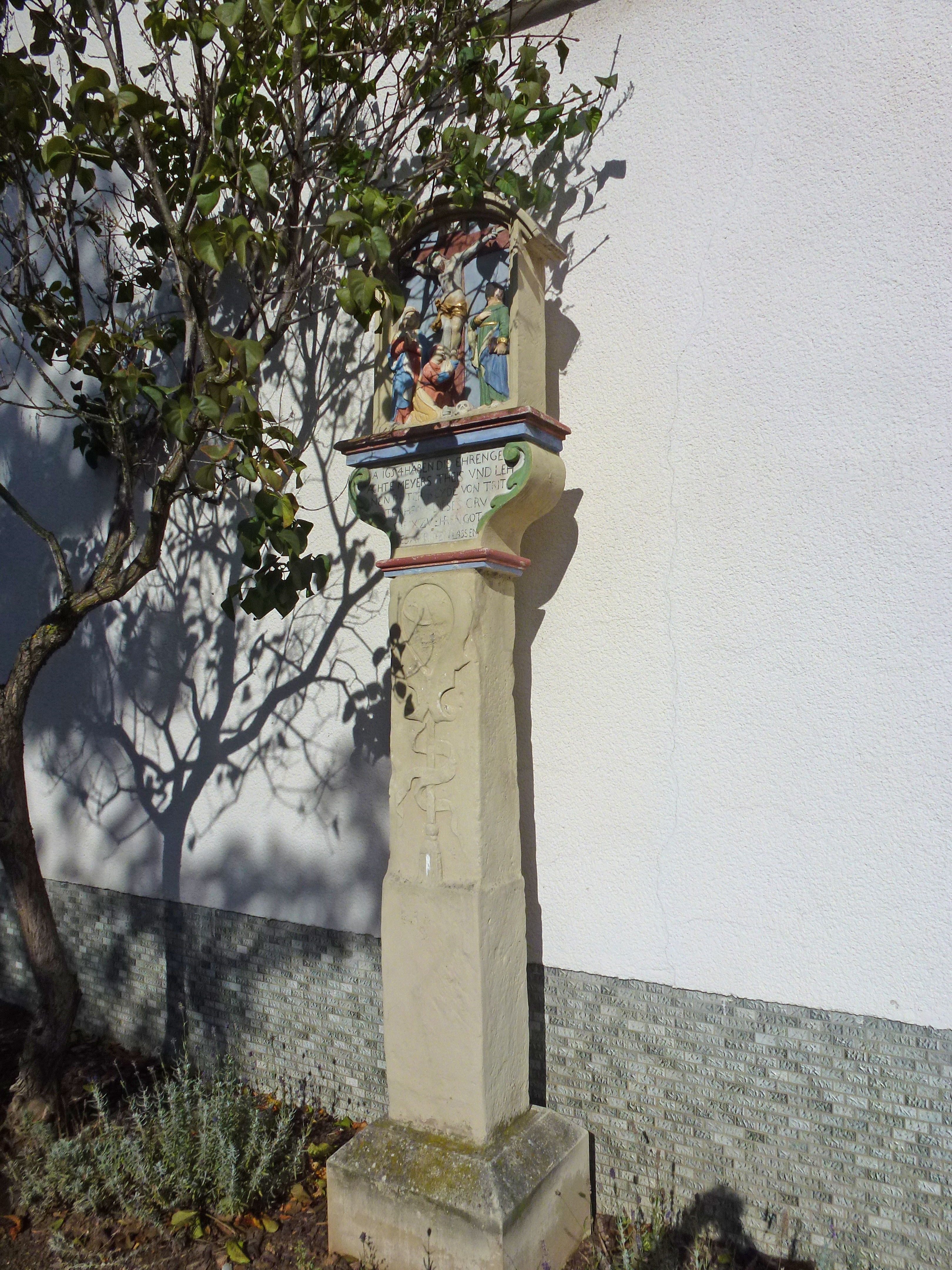
Bildstock „Jesus stirbt am Kreuze“ (1654)
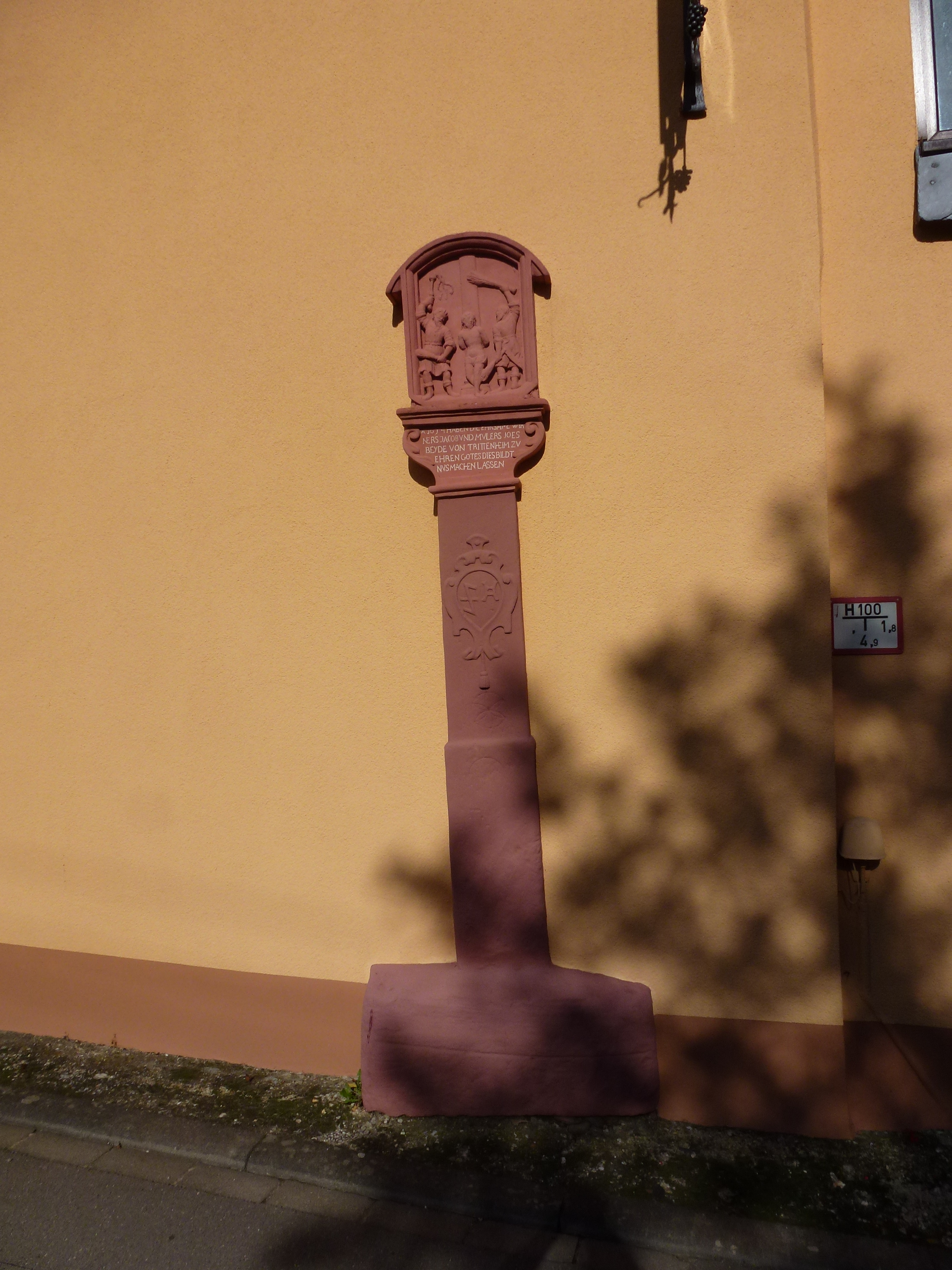
Bildstock „Geißelung“ (1654)
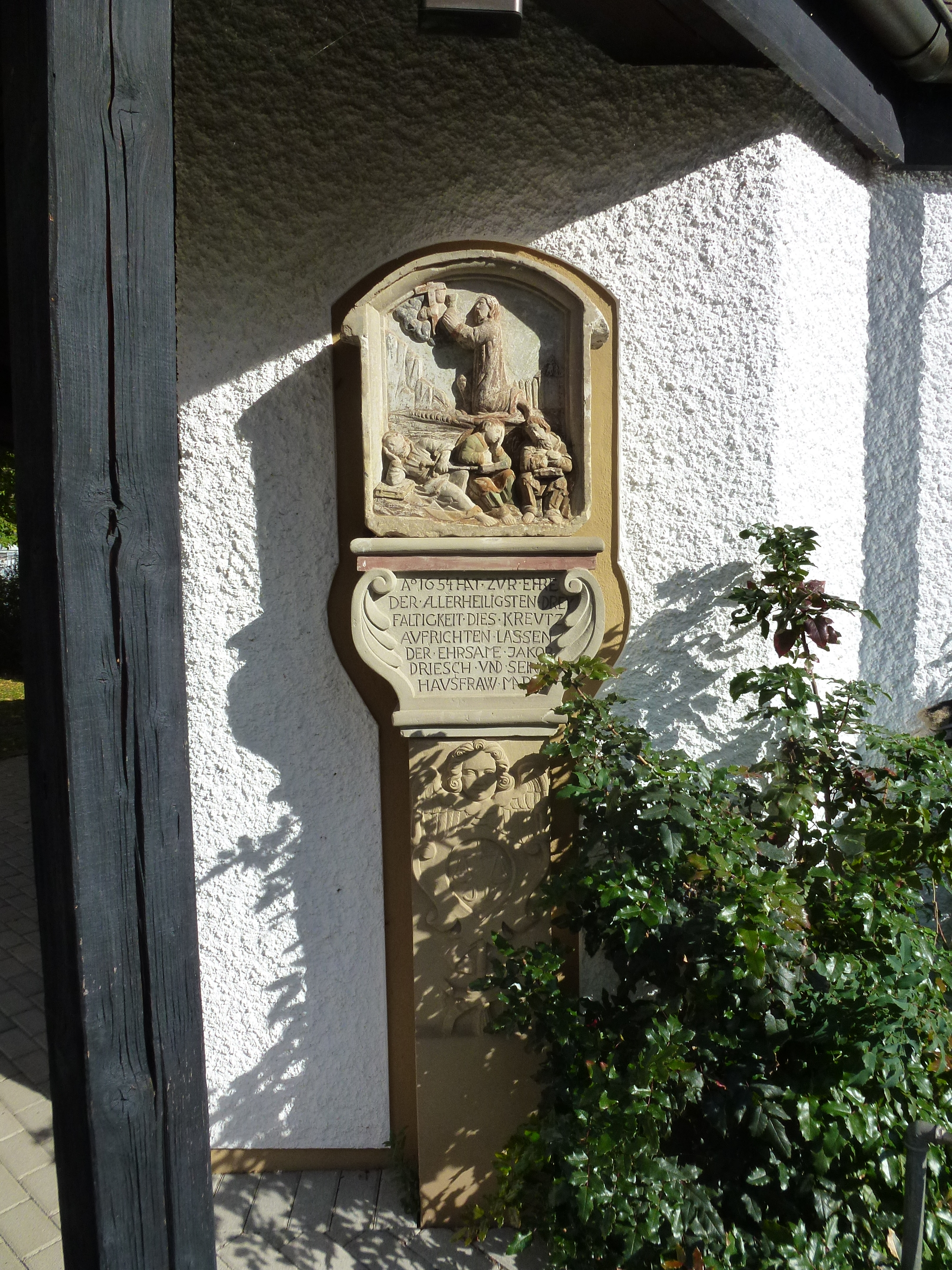
Bildstock „Christus am Ölberg“ (1654)
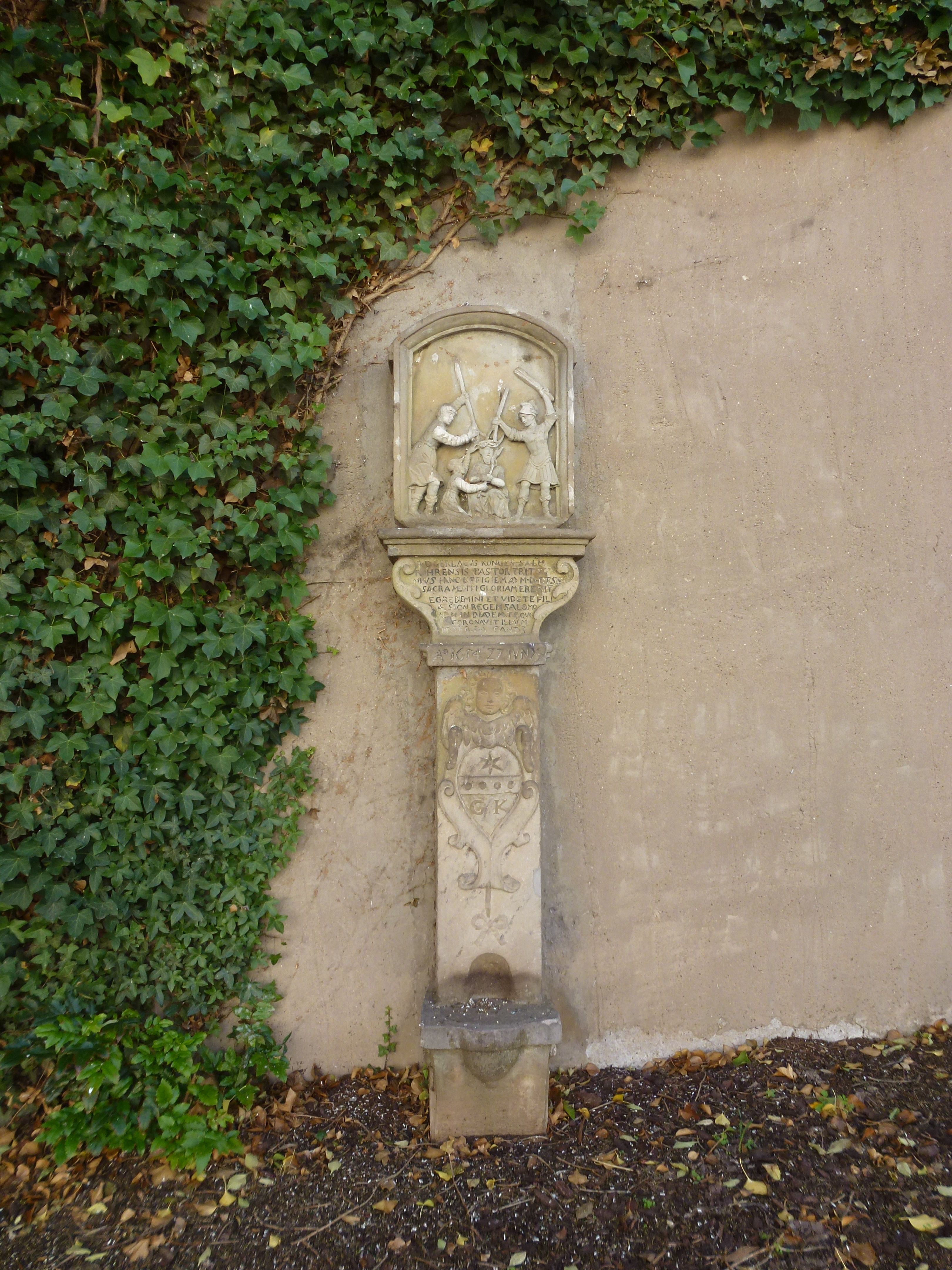
Bildstock „Dornenkrönung“ (1654)

### Jesus stirbt am Kreuze (1654)
Lage: Einmündung Spielesstraße / Moselweinstraße (am Hause Mannartz)
Inschrift:
A° 1654 HABEN DIE EHRENGEACHTETE MEYERS THEIS UND LEHNEN PETER BEYDE VON TRITTENHEIM DIESES CRUCIFIX ZU EHREN GOTTES AUFRICHTEN LASSEN

### Christus am Ölberg (1954)
Lage: Einsegnungshalle auf dem Friedhof Trittenheim
Inschrift:
A° 1654 HAT ZUR EHRE DER ALERHEILIGSTEN DREIFALTIGKEIT DIES KREVTZ AVFRICHTEN LASSEN DER EHRSAME JAKOB DRIESCH VND SEINE HAVSFRAV MARIA

### Geißelung (1654)
Lage: Laurentiusstraße am Hause Lex-Steffen
Inschrift:
A° 1654 HABEN DIE EHRSAM WERNERS JAKOP UND MVLERS JOES BEYDE VON TRITTENHEIM DIES BILDTNIS MACHEN LASSEN

### Simon von Cyrene hilft das Kreuz tragen (1654)
Lage: Spitze zwischen Hohlweg und Ergeneschstraße (wird von einer kleinen Kapelle geschützt)
Inschrift:
A° 1654 HAT DER EHRSAMHANS SCHMIT SAMBT SEINER LIEBEN HAVSFRAVWEN CHARITATE DRISCH DIESES EFFIGIEM ZV EHREN GOTTES AVFRICHTEN LASSEN

### Dornenkrönung (1654)
Lage: Angelehnt an einen Hausgiebel an der Einmündung der Hofstraße in die Spielesstraße
Inschrift:
R. D. GERLACVS KÖNGES SALMROHRENSIS TRITTEMIVS HANC EFFIGIEM AD M: D. ET S. S.SACRAMENTI GLORIAM EREXIT. EGREDEMINI ET VIDETE FILIAE SION REGEM SALOMONEM IN DIADEMATE QVO CORONAVIT ILLVM MATER SVA.CANT. A° 1654 27 IVNY

### Christus vor Pilatus (1657)
Lage: Nähe der Kirche St. Clemens am Hause Kaspari-Lorenz
Inschrift:
A° 1657 HABEN DIE EHRSAMEN EHELEIT EIFFEL PETER VND SEINE HAVSFRAV MARIA BEIDE VON TRITTENHEIM DIESES BILDNIS AVFRICHTEN LASSEN

### Schaftkreuz (1683)
Lage: Auf dem Höhenweg zwischen Trittenheim und Klüsserath (am alten Pilgerweg nach Klausen, Gosperter Kapell, in der Gemarkung „Auf der Acht“)
Inschrift:
1683 POLS PETTER VND SEINE HAVSFRAV W GIRTTRAVT VON TRITTENHEIM HABEN DIS CREVTZ LASSEN AUFRICHTEN ZU DER EHREN GOTTES